# Thang Long Warriors
Il Thang Long Warriors  è una società professionista di basket con sede nella città di Hanoi in Vietnam. I colori sociali della società sono il Rosso, il Nero ed il Bianco, la squadra compete nella massima categoria nazionale, la Vietnam Basketball Association.

## Storia
La squadra è stata creata nel 2017 su iniziativa della donna d'affari Tracy Thu Luong che, intravedendo il potenziale della pallacanestro nella società moderna vietnamita, decise di accettare l'invito della Vietnam Basketball Association per diventare la sesta squadra del campionato; diventando così la prima ed unica donna a possedere un club nella lega.
I Warriors fecero il loro esordio nella stagione 2017 della Vietnam Basketball Association stupendo fin dalle prime partite giocate nel campionato, tanto che il club al termine della stagione regolare si ritrovò al primo posto in classifica, con un record di 12 vittorie e 3 sconfitte, ed ottenne la prima qualificazione ai play-off. Nella fase finale del campionato il Thang Long superò le semifinale arrivando quindi, alla sua prima partecipazione, alla serie per il titolo; nelle finali la squadra si affrontò con il Can Tho Catfish, sui quale ebbe la meglio nella decisiva gara cinque che incoronò il Thang Long campione del Vietnam nella sua prima stagione in attività.
Nel 2018 la squadra ha aperto nel centro di Hanoi un centro di allenamento e di sviluppo per i giovani giocatori locali, inoltre i Warriors sono dotati anche di una loro Accademy con squadre Under-15, Under-17 e Under-19.

## Cronistoria
| Stagione | Allenatore                  | Regular Season              | Regular Season              | Regular Season              | Regular Season              | Post Season                 | Post Season                 | Post Season                 | Post Season                                    |
| Stagione | Allenatore                  | Vittorie                    | Sconfitte                   | % Vittorie                  | Posizione                   | Vittorie                    | Sconfitte                   | % Vittorie                  | Risultato                                      |
| -------- | --------------------------- | --------------------------- | --------------------------- | --------------------------- | --------------------------- | --------------------------- | --------------------------- | --------------------------- | ---------------------------------------------- |
| 2017     | Lee Tao Dana                | 12                          | 3                           | .800                        | 1º                          | 5                           | 2                           | .714                        | Campioni                                       |
| 2018     | Predrag Lukic               | 10                          | 5                           | .667                        | 2º                          | 0                           | 2                           | .000                        | Semi Finali                                    |
| 2019     | Matt Juranek                | 7                           | 8                           | .467                        | 4º                          | 1                           | 2                           | .333                        | Semi Finali                                    |
| 2020     | Predrag Lukic               | 8                           | 4                           | .667                        | 2º                          | 3                           | 3                           | .500                        | Secondo Posto                                  |
| 2021     | Predrag Lukic               | 8                           | 2                           | .800                        | 2º                          | 2                           | 0                           | 1.000                       | Semi Finali; Stagione annullata causa COVID-19 |
| 2022     | Predrag Lukic               | 5                           | 7                           | .417                        | 5º                          | Non qualificati             | Non qualificati             | Non qualificati             | Non qualificati                                |
| 2023     | Chris Daleo                 | 11                          | 7                           | .611                        | 4º                          | 0                           | 2                           | .000                        | Semi Finali                                    |
| 2024     | Non partecipa al campionato | Non partecipa al campionato | Non partecipa al campionato | Non partecipa al campionato | Non partecipa al campionato | Non partecipa al campionato | Non partecipa al campionato | Non partecipa al campionato | Non partecipa al campionato                    |
| Totale   | Totale                      | 61                          | 36                          | .656                        |                             | 11                          | 11                          | .500                        | 1 Vietnam Basketball Association               |

## Uniformi

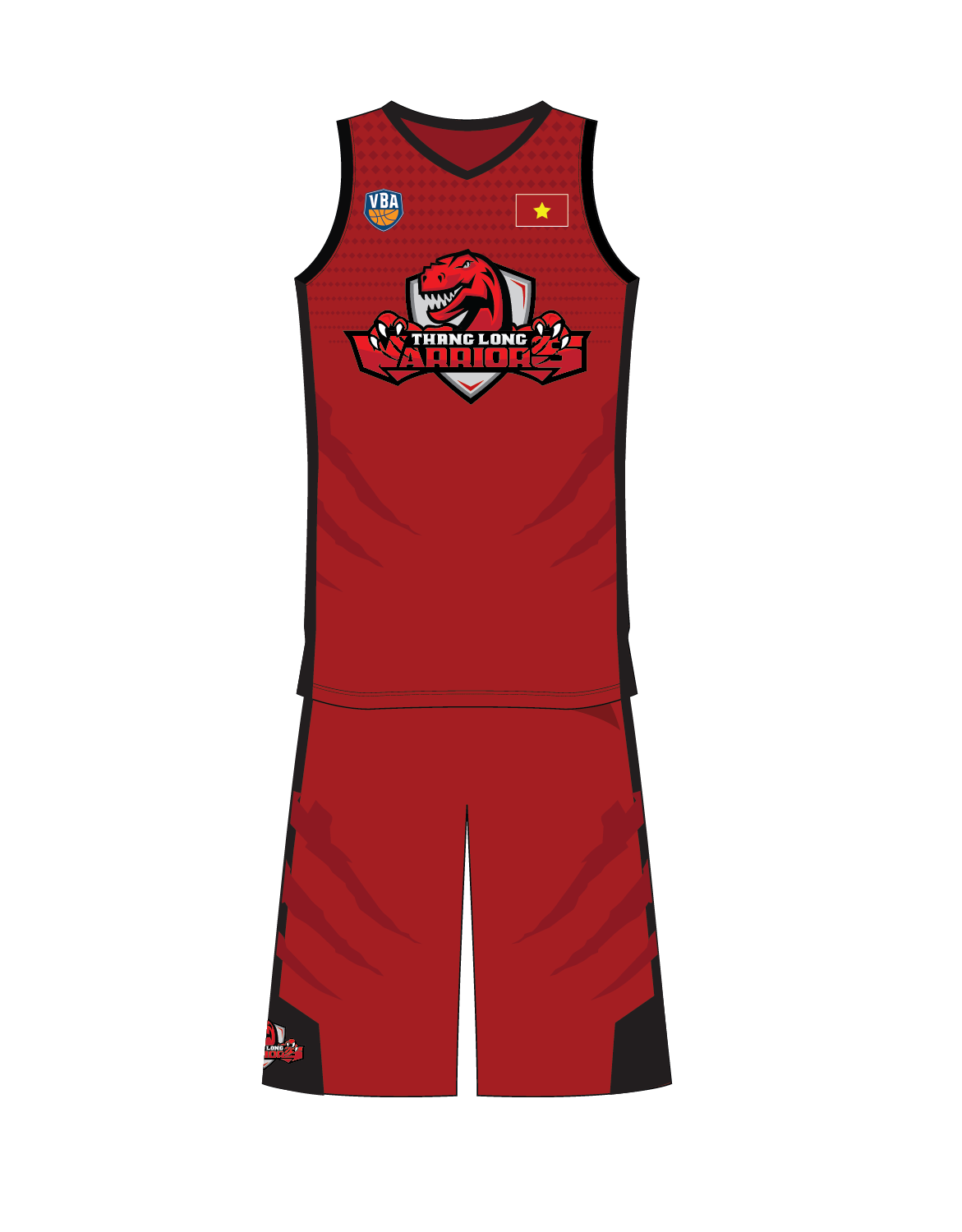
VBA 2017 - Casa
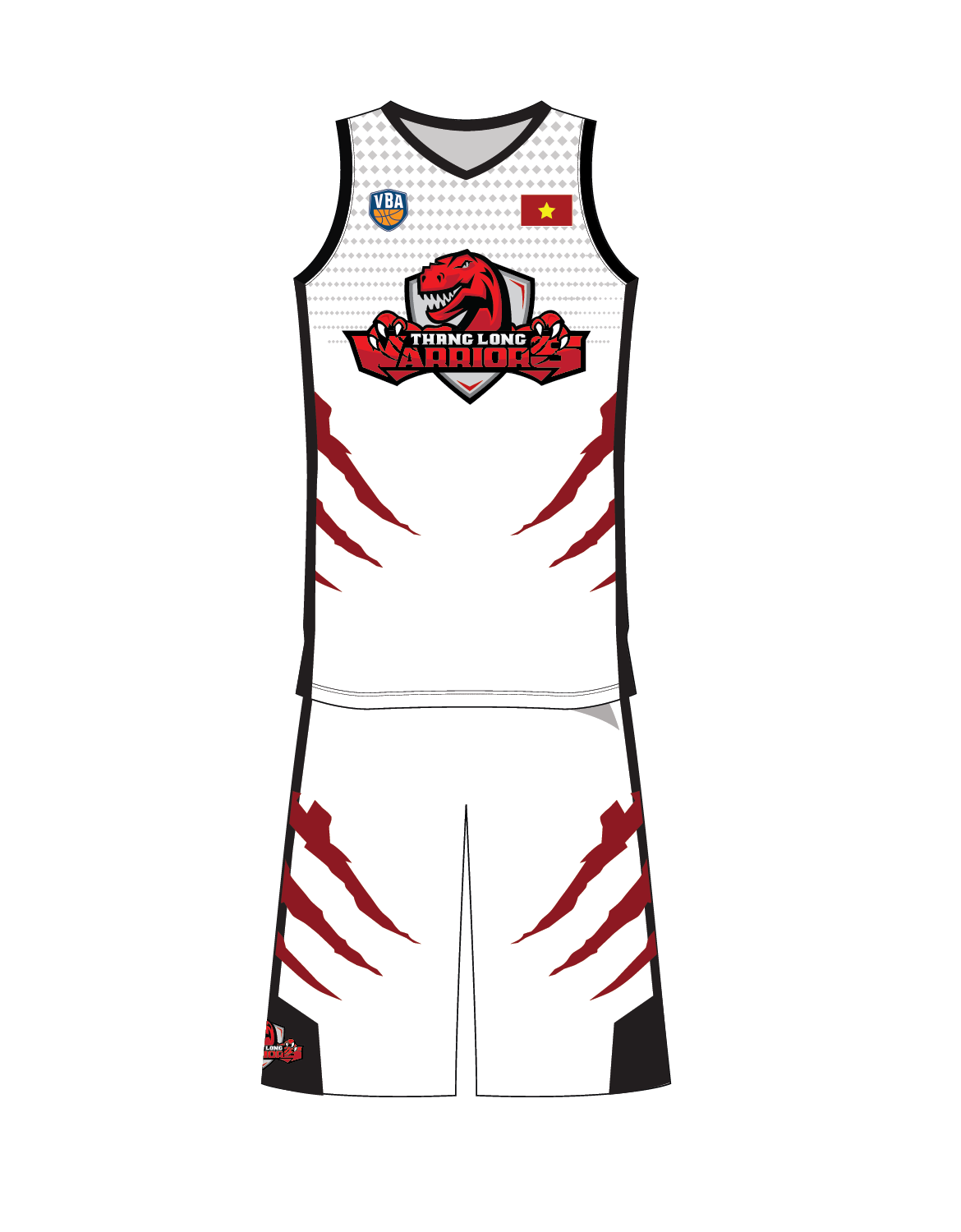
VBA 2017 - Trasferta
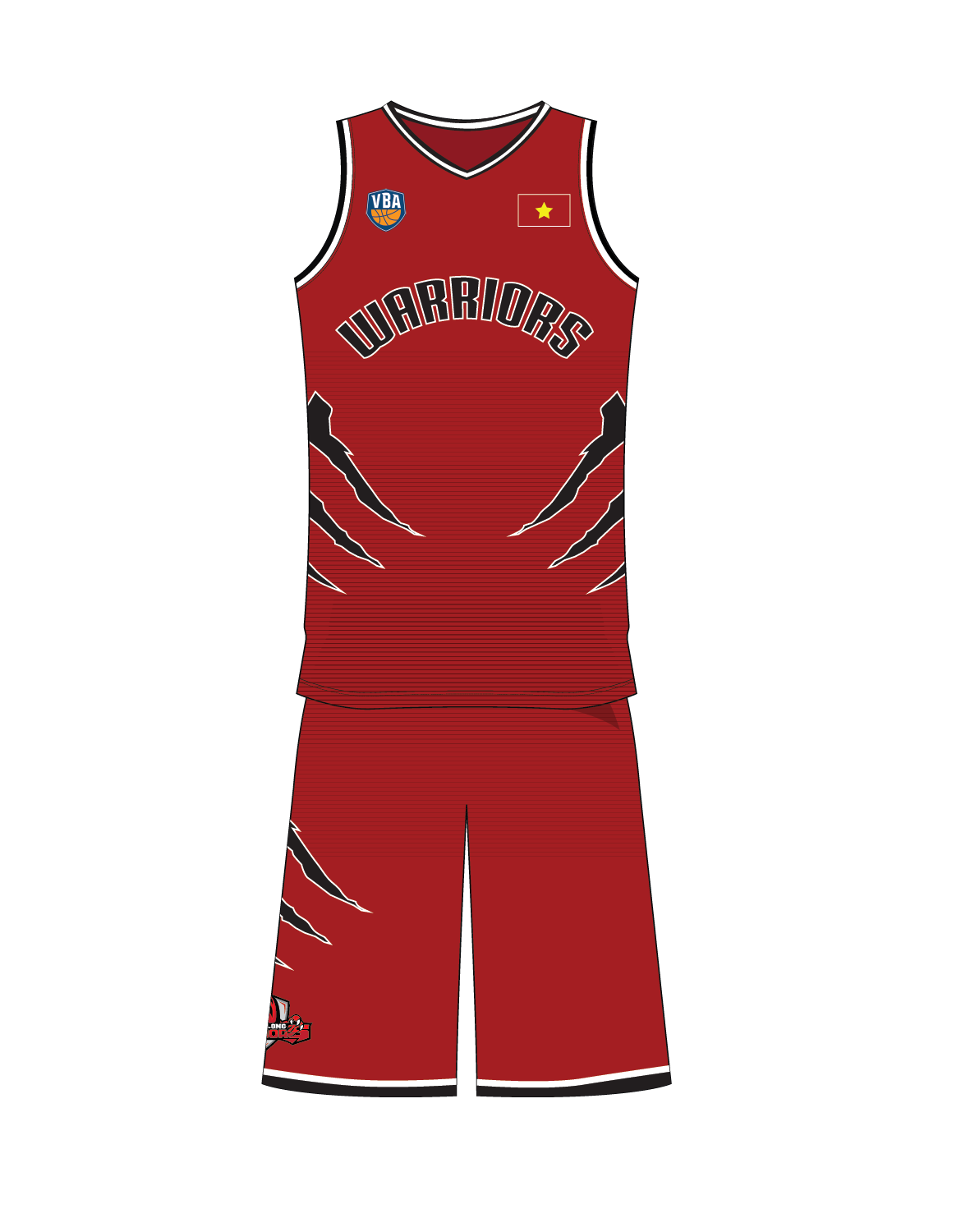
VBA 2018 - Casa
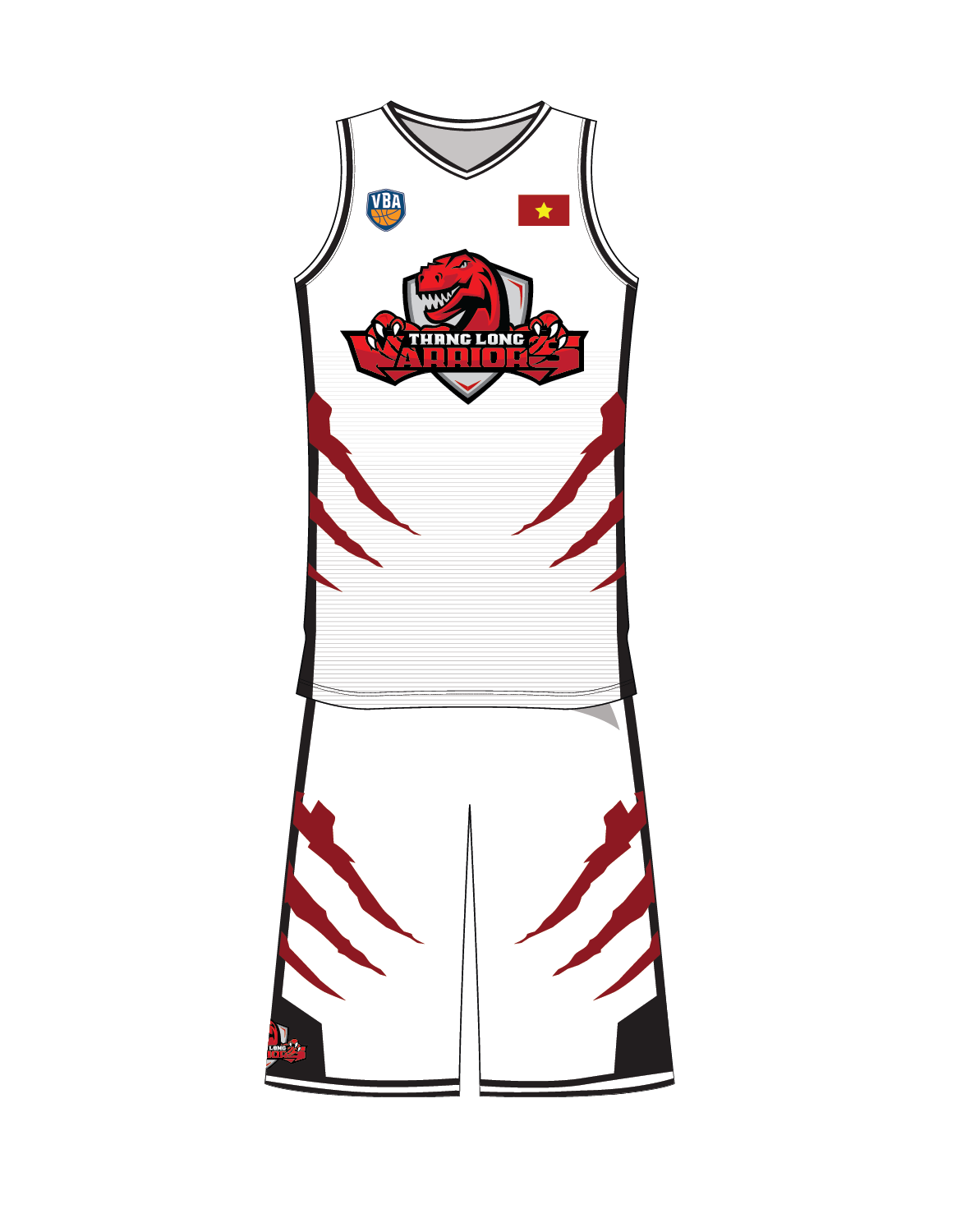
VBA 2018 - Trasferta
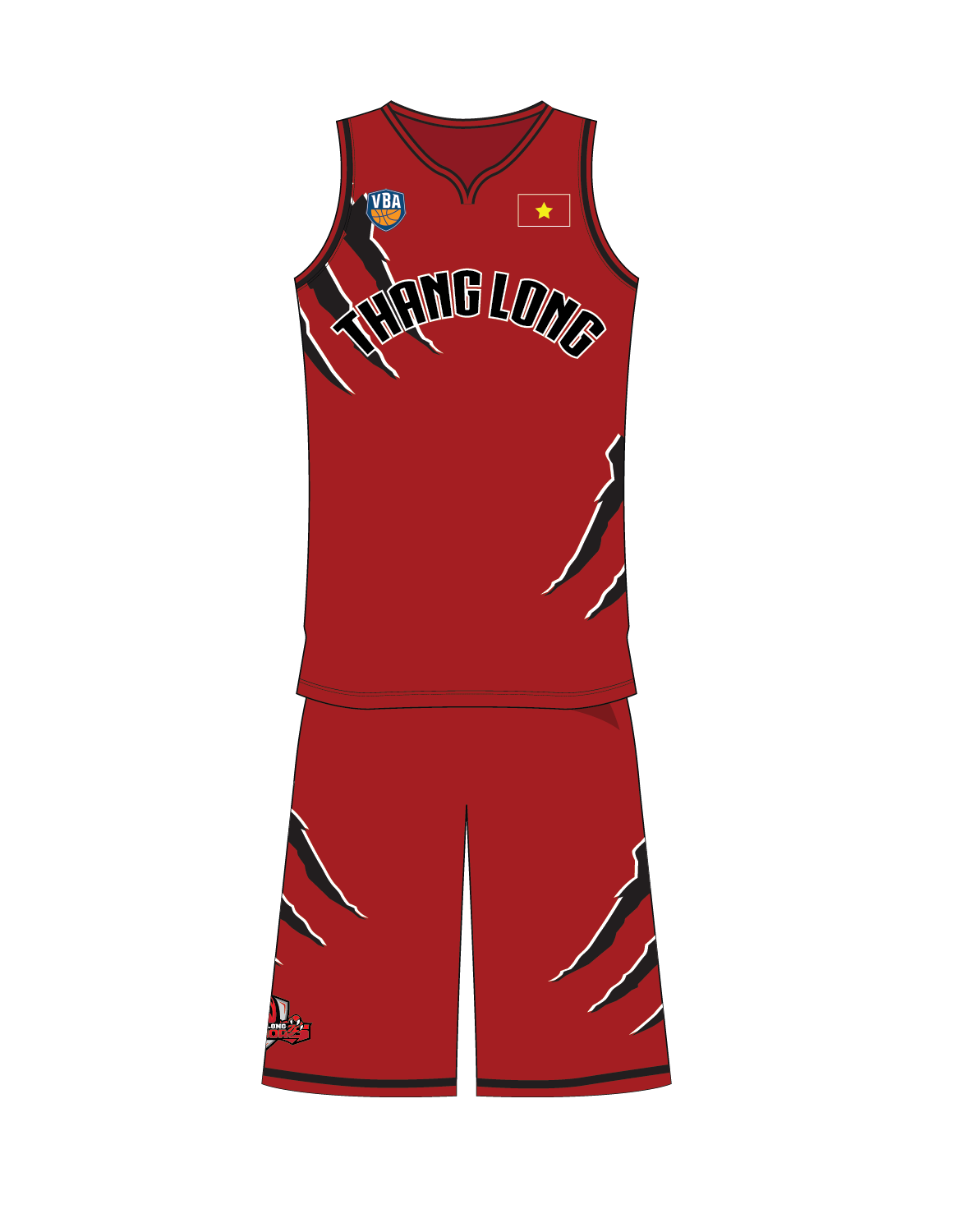
VBA 2019 - Casa
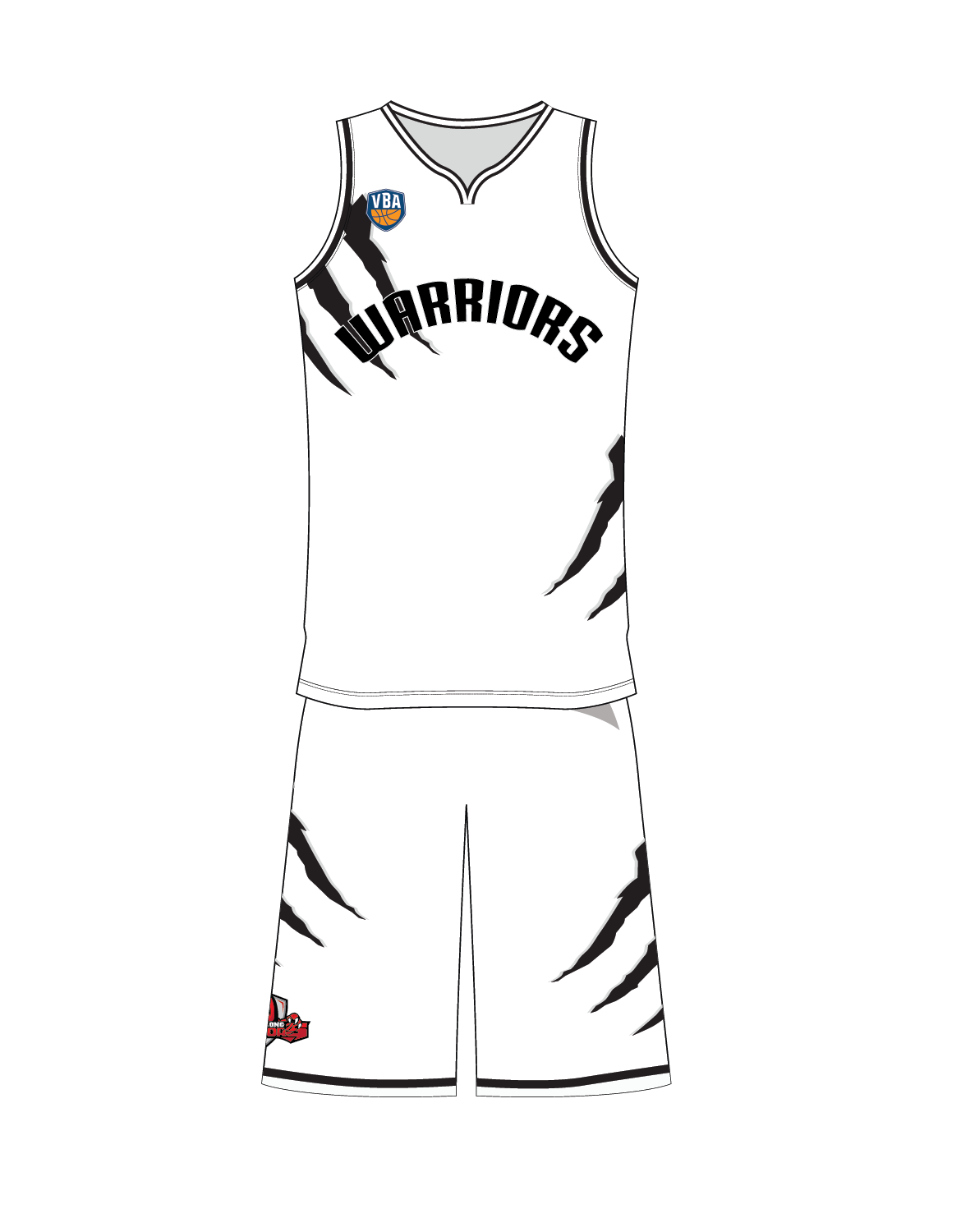
VBA 2019 - Trasferta

## Palmarès

### Titoli nazionali
- Vietnam Basketball Association
  - Campione (1): 2017
  - Finalista (1): 2020

## Organico

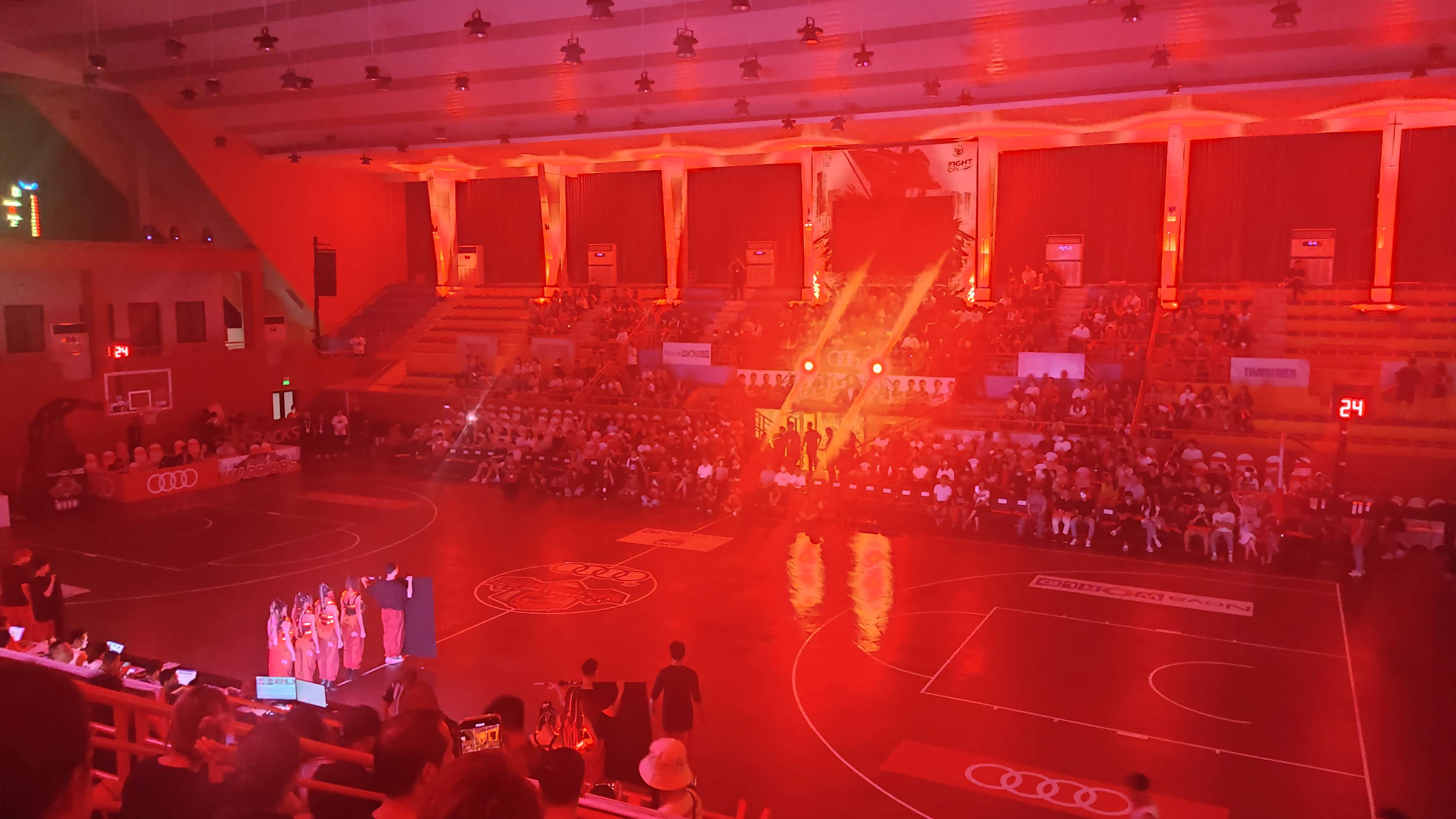
Il Tây Hồ District Sporting Hall, durante una partita dei Warriors nel 2022

### Roster 2023-2024
Il roster per la stagione 2023-2024
|    | Naz.                                        | Ruolo | Sportivo           | Anno | Alt. | Peso |  |
| -- | ------------------------------------------- | ----- | ------------------ | ---- | ---- | ---- |  |
| 0  | Stati Uniti (bandiera)                      | AP    | Sameen Swint       | 1995 | 194  | 90   |  |
| 1  | Vietnam (bandiera)                          | AP    | Đậu Trung Kiên     | 2000 | 190  | 93   |  |
| 2  | Vietnam (bandiera)                          | G     | Võ Huy Hoàn        | 1998 | 180  | 82   |  |
| 5  | Vietnam (bandiera)                          | G     | Cong Nguyen Thanh  | 2001 | 185  | 78   |  |
| 6  | Vietnam (bandiera)                          | PG    | Trương Hoàng Trung | 1993 | 175  | 73   |  |
| 7  | Vietnam (bandiera)                          | AP    | Đặng Thái Hưng     | 1993 | 187  | 83   |  |
| 8  | Vietnam (bandiera)                          | PG    | Quang Pham Nhat    | 2006 | 177  | 75   |  |
| 10 | Vietnam (bandiera)                          | PG    | Phan Nguyên Khải   | 1991 | 175  | 71   |  |
| 12 | Vietnam (bandiera) · Stati Uniti (bandiera) | AG    | Justin Young       | 1993 | 193  | 93   |  |
| 14 | Vietnam (bandiera)                          | C     | Nguyễn Văn Hùng    | 1995 | 195  | 83   |  |
| 17 | Vietnam (bandiera)                          | G     | Phạm Đức Khải      | 2001 | 185  | 75   |  |
| 18 | Vietnam (bandiera)                          | G     | Phạm Thành Nam     | 1999 | 184  | 77   |  |
| 21 | Vietnam (bandiera)                          | AG    | Hoàng Thế Hiển     | 1995 | 187  | 80   |  |
| 22 | Stati Uniti (bandiera)                      | C     | John Fields III    | 1988 | 206  | 110  |  |
| 65 | Vietnam (bandiera)                          | PG    | Lê Hiếu Thành      | 1991 | 180  | 80   |  |

### Staff tecnico
| Ruolo           | Nome              |
| --------------- | ----------------- |
| Capo Allenatore | Chris Daleo       |
| Assistente      | Nguyễn Việt Cường |